# Mały Wołoszyn
Der Mały Wołoszyn ist ein Berg in der polnischen Hohen Tatra mit einer Höhe von 2144 m n.p.m.

## Lage und Umgebung
Unterhalb des Gipfels liegen die Täler Dolina Roztoki und Dolina Waksmundzka. 
Es ist der südwestlichste Gipfel des Massivs des Wołoszyn, der an den Bergpass Krzyżne grenzt. Vom Nachbargipfel und höchsten Punkt des Massivs Wielki Wołoszyn trennt ihn der Bergpass Wołoszyńska Szczerbina.

## Etymologie
Der Name Mały Wołoszyn lässt sich als Kleiner Wołoszyn übersetzen. 

## Tourismus
Die Mały Wołoszyn war von 1903 bis 1932 Teil des Höhenwegs Orla Perć. Der Abschnitt vom Bergpass Krzyżne bis zur Alm Polana pod Wołoszynem wurde jedoch 1932 geschlossen. Das Gebiet stellt seither ein striktes Naturreservat dar. Es ist für Wanderer nicht zugänglich.

## Belege
- Zofia Radwańska-Paryska, Witold Henryk Paryski, Wielka encyklopedia tatrzańska, Poronin, Wyd. Górskie, 2004, ISBN 83-7104-009-1.
- Tatry Wysokie słowackie i polskie. Mapa turystyczna 1:25.000, Warszawa, 2005/06, Polkart ISBN 83-87873-26-8.